# 喀布尔省
喀布尔省（普什圖語：‎，羅馬化：Kābəl，波斯語：‎，羅馬化：Kābul），是阿富汗34個省份之一，位於阿富汗東部。喀布爾省省會是喀布爾，同時是阿富汗的首都。截至2012年喀布爾省的人口約為400萬人，當中超過80%都住在市區。